# Einar Sörensen
Einar Folke Sörensen (Svédország, Stockholm, 1875. július 31. – Svédország, Stockholm, 1941. szeptember 23.) svéd párbajtőrvívó, olimpikon.
Az 1912. évi nyári olimpiai játékokon két vívószámban indult. Egyéni párbajtőrvívásban az 5. helyen végzett. Csapat párbajtőrvívásban a 4. helyen végzett.
Klubcsapata a stockholmi FFF volt.